# Discriminação

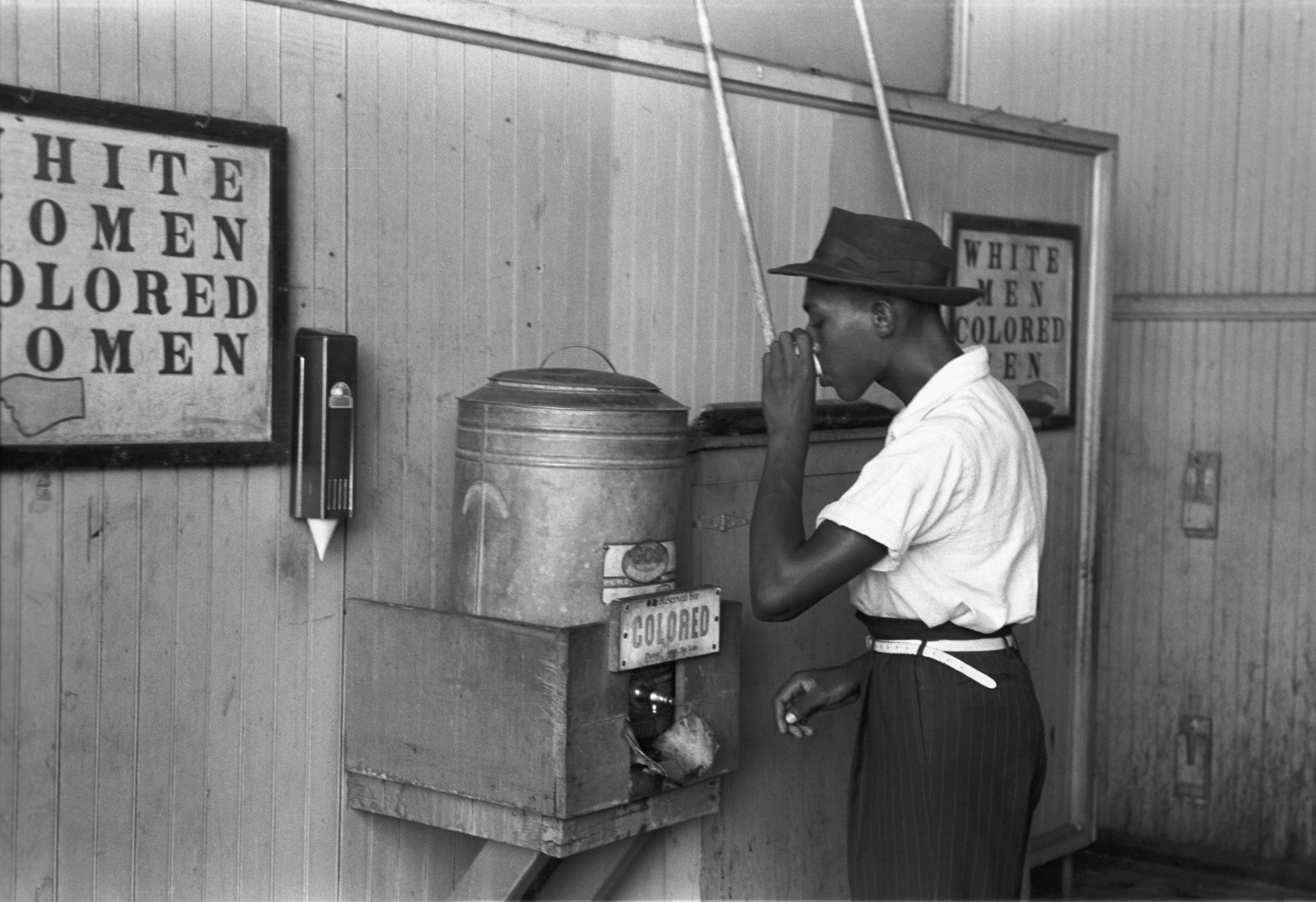
Um homem afro-americano bebendo de um bebedouro racialmente segregado marcado como "Colorido", em Oklahoma City c. 1939

Discriminação é o ato de fazer distinções injustas ou preconceituosas entre pessoas com base em grupos, classes ou outras categorias às quais elas pertencem ou parecem pertencer, como raça, gênero, idade ou orientação sexual. A discriminação ocorre especialmente quando indivíduos ou grupos são tratados injustamente de uma forma que é pior do que outras pessoas são tratadas, com base em sua participação real ou percebida em certos grupos ou categorias sociais. Trata-se de restringir membros de um grupo de oportunidades ou privilégios que estão disponíveis para membros de outro grupo.
Tradições, políticas, ideias, práticas e leis discriminatórias existem em muitos países e instituições em todas as partes do mundo, incluindo territórios onde a discriminação é geralmente menosprezada. Em alguns lugares, tentativas como cotas têm sido usadas para beneficiar aqueles que se acredita serem vítimas atuais ou passadas de discriminação. Essas tentativas muitas vezes foram recebidas com controvérsia e às vezes foram chamadas de discriminação reversa.

## Etimologia
O termo discriminar vem do latim discriminat- 'distinguir entre', do verbo discriminare, de discrimen 'distinção', do verbo discernere. Desde a Guerra de Secessão, o termo "discrimination" geralmente evoluiu no uso do inglês americano como uma compreensão do tratamento preconceituoso de um indivíduo baseado apenas em sua raça, posteriormente generalizado como membro de um determinado grupo socialmente indesejável ou categoria social. Antes que esse sentido da palavra se tornasse quase universal, era sinônimo de discernimento, tato e cultura como em "tato e discriminação", geralmente um atributo louvável.

## Definições
Os filósofos morais definiram a discriminação usando uma definição moralizada. Sob essa abordagem, a discriminação é definida como atos, práticas ou políticas que impõem injustamente uma desvantagem ou privação relativa a pessoas com base em sua participação em um grupo social proeminente. Esta é uma definição comparativa. Um indivíduo não precisa ser realmente prejudicado para ser discriminado; ele ou ela só precisa ser tratado pior do que os outros por algum motivo arbitrário. Se alguém decide doar para ajudar crianças órfãs, mas decide doar menos para crianças negras por uma atitude racista, estará agindo de forma discriminatória, mesmo que na verdade beneficie as pessoas que discrimina ao doar algum dinheiro para elas. A discriminação também se torna uma fonte de opressão, a ação de reconhecer alguém como 'diferente' tanto que é tratado de forma desumana e degradado.
Essa definição moralizada de discriminação é distinta de uma definição não moralizada — na primeira, a discriminação é errada por definição, enquanto na segunda, esse não é o caso.
A posição das Nações Unidas sobre a discriminação inclui a declaração: "Comportamentos discriminatórios assumem muitas formas, mas todas envolvem alguma forma de exclusão ou rejeição". O Conselho de Direitos Humanos das Nações Unidas e outros órgãos internacionais trabalham para ajudar a acabar com a discriminação em todo o mundo.

## Estado x livre mercado
Discute-se se os mercados desencorajam ou não a discriminação provocada pelo Estado. Um argumento é que, como a discriminação restringe o acesso aos clientes e incorre em despesas adicionais, a lógica do mercado punirá a discriminação. A oposição das empresas às leis de segregação "Jim Crow" é um exemplo disso. Um argumento alternativo é que os mercados não prejudicam necessariamente a discriminação, pois argumenta-se que, se a discriminação é lucrativa ao atender aos "gostos" de indivíduos (que é o objetivo do mercado), então o mercado não punirá a discriminação. Argumenta-se que a análise microeconômica da discriminação usa métodos incomuns para determinar seus efeitos (usando o tratamento explícito das funções de produção) e que a própria existência de discriminação no emprego (definida como salários que diferem do produto marginal dos funcionários discriminados) no longo prazo contradiz as afirmações de que o mercado funcionará bem e punirá a discriminação. Além disso, os agentes econômicos podem ter informações imperfeitas e a discriminação estatística pode ocorrer racionalmente e sem preconceito.